# Copris hidakai
Copris hidakai là một loài bọ cánh cứng trong họ Bọ hung (Scarabaeidae).